# Крун (Плутон)
Крун је једно од тамних подручја у регији Боксер на патуљастој планети Плутон. Добио је име по Круну, мандејском богу подземља. Крун је трећа највећа тамна регија на Плутону након Кита и Балрога.